# East Syracuse
East Syracuse – wieś w Stanach Zjednoczonych, w stanie Nowy Jork, w hrabstwie Onondaga.